# Księżyc
Księżyc (укр. Місяць) — польський музичний фолк-гурт, що існував протягом 1990—1996 років і відновив свою діяльність у 2014 році. Відомий своєю увагою до місць проведення концертів та статусом одного з найбільш визначних андеграунд-гуртів пострадянської доби у Польщі.

## Історія

### Утворення
Księżyc, утворений у 1990 році у Варшаві, спочатку був повністю жіночим акапельним вокальним проектом, натхненним слов'янською народною музикою України, Болгарії, Польщі та Білорусі. До складу гурту входили польки Агата Гарц, Катажина Смолюк та українка Ольга Наконечна. Мисткині стали відомими, зокрема, завдяки виступу у варшавській в'язниці на вулиці Раковецькій.
За словами Катажини Смолюк, гурт виник під час спільного співу Смолюк, Ольги Наконечної і Агати Гарц українських народних пісень, які їм подобалося співати. У 1991 році гурт виступив на Студентському пісенному фестивалі у Кракові, де отримав приз журналістів.
Концерти гурту зазвичай мали форму одноразових виступів, що робить гурт одним з характерних явищ в історії польського перформансу 1989—1995 років. Візуальний бік виступів створювався у співпраці з Маріушем Шаховським, Сильвестром Лучаком, Каєю Дибовською та Матеушем Холодовським. При цьому гурт віддавав перевагу проведенню своїх концертів на виключних локаціях. Вони виступали в закинутому костелі і на закинутій фабриці, у водонапірній вежі, у ратуші та у в'язниці. Гурт мав короткий валлійський тур, де його сценами були печери, дерев'яні церкви та психіатрична лікарня. 
У 1993 році випущено перший альбом Księżyc — Nów, записаний під час «андеграундного» концерту в занедбаному костелі Святого Вінсента у Вроцлаві. Альбом складався з чотирьох треків і вийшов у продаж у 1994 році. Перед цим гурт покинула Ольга Наконечна, а натомість до нього доєднався Роберт Ніжинський.
Восени 1996 року вийшов однойменний повноформатний альбом Księżyc. Самі музиканти описували свою музику як «психоделічно-етнічний мінімалізм», додаючи: «Ми робимо музику, яка не є дуже нав'язливою». Тексти пісень гурту пов'язані з символікою місяця як символу жіночності, таємниці, трансформації та смерті.
Після виходу альбому діяльність гурту ставала дедалі меншою: Агата Гарц і Ремегіуш Мазур-Ганай почали грати разом і заснували гурти Pies Szczeka та Wędrowiec. Вони також проводили поглиблені етномузичні дослідження, щоб зберегти для нащадків якомога більше цінних, характерних рис польської традиційної музики. Інші учасники групи, Катажина Смолюк і Лехослав Поляк, відійшли від музики зовсім. Ніжинський, в свою чергу, зайнявся створенням музики для вистав і фільмів, звукових інсталяцій, а також власних аудіовізуальних проєктів.

### Відродження
У 2013 році перший повноформатний альбом гурту був перевипущений британською компанією звукозапису Penultimate Press. У 2014 році гурт відновив свою діяльність і відіграв кілька концертів у Польщі, перший з яких відбувся в костелі Святої Катерини у Кракові. 
В листопаді 2015 року під час фестивалю сучасної музики в Гаддерсфілді відбулася прем'єра Rabbit Eclipse — другого повноформатного альбому в історії гурту, що був записаний лондонським лейблом Penultimate Press у травні 2015 року за участі Павла Романчука у варшавському палаці Крулікарня з використанням природних звукових ефектів цього місця. Альбом був схвально прийнятий і очолив список альбомів року в Польщі та рейтинги Великої Британії, зокрема The Quietus. 
У 2016 році гурт співпрацював з Польським радіотеатром. Księżyc підготували музику до «Сну літньої ночі» Вільяма Шекспіра — радіо-драми, адаптованої та поставленої Дареком Блащиком. У 2017 році група дала два концерти в Данії та серію виступів у Польщі. Разом зі Світланою Няньо та Павлом Романчуком Księżyc виступали у Львівській філармонії та в драматичному театрі імені Юліуша Словацького у Кракові на відкритті п'ятнадцятого фестивалю Unsound Festival. 

## Склад
Поточні учасники
- Агата Гарц (вокал);
- Катажина Смолюк (вокал, клавішні інструменти);
- Роберт Ніжинський (духові, клавішні інструменти);
- Лехослав Поляк (клавішні інструменти, акордеон);
- Ремегіуш Мазур-Ганай (з 2014; скрипка, колісна ліра, касети).

Колишні учасники
- Ольга Наконечна (1990—1992);
- Ремегіуш Мазур-Ганай (1991—1993).

## Дискографія
- 1993 — «Nów» (SP 7'', OBUH Records);
- 1996 — «Księżyc» (MC, LP 10'', OBUH Records);
- 2013 — «Księżyc» (LP, перевидання Penultimate Press);
- 2014 — «Księżyc» (CD, перевидання OBUH Records);
- 2015 — «Rabbit Eclipse» (CD, LP, Penultimate Press).